# 쓰시마촌 (에히메현)
쓰시마촌(津島村)은 에히메현 기타우와군에 설치된 촌이다. 